# Shine (manga)
Pour les articles homonymes, voir Shine.
Shine, connue au Japon sous le nom de Runway de waratte (ランウェイで笑って, Ranwei de waratte, litt. « Sourire sur le podium ») et également à l'étranger sous le titre Smile at the Runway, est une série de manga écrite et dessinée par Kotoba Inoya. L'histoire suit le parcours d'un duo d'adolescents réalisant leur plus grand rêve, d'un côté Chiyuki Fujito qui essaye de se faire une place dans le monde du mannequinat malgré sa petite taille, et Ikuto Tsumura de l'autre côté qui désire devenir styliste bien qu'il n'ait pas les moyens. Le manga est actuellement prépubliée dans le magazine Weekly Shōnen Magazine de Kōdansha depuis le 31 mai 2017. La version française est publiée par nobi nobi ! depuis avril 2019,. Une adaptation en une série télévisée d'animation est diffusée entre le 11 janvier et le 28 mars 2020,.

## Intrigue
Depuis sa tendre enfance, Chiyuki Fujito, fille du directeur de l'agence de mannequinat « Mille Neige » (ミルネージュ, Mirunēju), a pour ambition de figurer comme top model de Mille Neige lors de la Fashion Week de Paris ; malheureusement pour elle, elle a cessé de grandir et sa petite taille lui fait maintenant défaut pour réussir les auditions de l'agence. Bien que son entourage lui répète maintes fois d'abandonner, elle ne baisse pourtant pas les bras et fait de tout son mieux pour y parvenir du haut de son mètre cinquante-huit.
Au cours de sa dernière année de lycée, elle apprend que son camarade de classe, Ikuto Tsumura, désire devenir styliste. Ce dernier, dont elle avait oublié l'existence, envisage de renoncer à son rêve pour subvenir entièrement à sa famille, en effet sa mère doit subvenir au besoin des trois petites sœurs d'Ikuto de plus cette dernière tombe malade à la suite d'un burn out. Alors que sa détermination commençait à faiblir, Chiyuki se remémore de ce qu'on lui a dit et s'assimile à Ikuto. Pendant un moment, elle a pensé que son rêve aurait été impossible, mais ce n'est que pour revenir plus confiante en elle même et fait une demande improbable à Ikuto qui marque le début de leur long périple pour réaliser chacun leurs rêves, en s'entraidant. Ikuto admirant la confiance et la volonté de Chiyuki. Cette dernière étant éblouis par le talent et l'imagination du futur styliste.

## Personnages
Ikuto Tsumura (都村 育人, Tsumura Ikuto)
Voix japonaise : Natsuki Hanae,
Le personnage principal de la série, c'est un jeune homme qui rêve de devenir styliste. Il n'était qu'en troisième année du lycée au début de la série mais il est devenu un employé d'« Aphro I dite » juste après le lycée. Il est le fils aîné d'une famille composée de sa mère et de ses trois petites sœurs, Honoka, Aoi et Ichika. Rien qu'en regardant des vêtements, il est capable de reproduire le modèle presque à l'authentique. Comme sa famille a des difficultés financières, il doit souvent travailler pour subvenir à leurs besoins.
Honoka Tsumura (都村 ほのか, Tsumura Ikuto)
Voix japonaise : Yui Ishikawa,
La fille aînée de la famille Tsumura.
Aoi Tsumura (都村 葵, Tsumura Ikuto)
Voix japonaise : Hibiku Yamamura (ja),
La deuxième fille de la famille Tsumura.
Ichika Tsumura (都村 いち花, Tsumura Ikuto)
Voix japonaise : Hikaru Akao (ja),
La benjamine de la famille Tsumura.
Chiyuki Fujito (藤戸 千雪, Fujito Chiyuki)
Voix japonaise : Yumiri Hanamori (ja),
L'héroïne de la série, elle est la fille du directeur de Mille Neige et une camarade de classe du lycée d'Ikuto. Son plus grand rêve qu'elle entretient depuis toute petite est de participer à la Fashion Week de Paris en tant que mannequin de Mille Neige. Si son look et son style conviennent, son mètre cinquante-huit fait d'elle un mannequin de petite taille. Elle a une forte détermination qui lui permet de tenter de réaliser son rêve changer la vision du monde du mannequinât.
Hajime Yanagida (柳田 一, Yanagida Hajime)
Voix japonaise : Junichi Suwabe,
Un styliste qui a lancé sa propre marque, « HAZIME YANAGIDA ». Il a un talent pour le stylisme mais il est incapable de coudre des vêtements. Il était au début un styliste de Mille Neige mais il a choisi par la suite de devenir indépendant pour lancer sa propre marque. Il a ensuite ressenti le besoin de faire connaître son nom à travers ses activités et choisi ainsi de devenir un styliste chez Aphro I dite.
Kokoro Hasegawa (長谷川 心, Hasegawa Kokoro)
Voix japonaise : Ai Kayano,
Une étudiante à la Faculté de Mode et des Arts Décoratifs. Elle a rejoint HAZIME YANAGIDA après la Fashion Week de Tokyo et appelle Ikuto son « aîné » (先輩, Senpai) bien qu'il soit plus jeune qu'elle. Elle mesure un mètre quatre-vingt-un et elle était un mannequin avant d'entrer à l'université.
Toh Ayano (綾野 遠, Ayano Tō)
Voix japonaise : Ryōhei Kimura (ja),
Un styliste avec les meilleures compétences dans l'histoire de la Faculté de Mode et des Arts Décoratifs. Il est le petit-fils de la présidente-directrice générale d'Aphro I dite dont il était un employé, avant de devenir indépendant peu après qu'Ikuto ait rejoint la marque. Il a rencontré Ikuto à la fin de la Fashion Week de Tokyo et s'est intéressé à lui et avait choisi de rejoindre temporairement HAZIME YANAGIDA.
Kaoru Kizaki (木崎香留, Kizaki Kaoru)
Voix japonaise : Ayaka Fukuhara (ja),
Ryūnosuke Eda (江田龍之介, Eda Ryūnosuke)
Voix japonaise : Kōhei Amasaki,
Yōko Takaoka (高岡祥子, Takaoka Yōko)
Voix japonaise : Keiko Han,
Elle est la directrice de la Faculté de Mode et des Arts Décoratifs et est très fière de son école. Malgré son attitude chic et insouciante, Takaoka a un œil aiguisé et est très encourageante envers tous ses élèves, y compris Ikuto, qui encourage fortement à fréquenter l'école pour nourrir son talent.
Sara (セイラ, Seira)
Voix japonaise : Yui Makino,
Sara est le mannequin le plus célèbre du Japon et une célébrité de la télévision. Elle est celle qui a permis à Ikuto de démarrer son chemin en tant que styliste et de relancer la carrière de mannequin de Chiyuki après avoir pris une photo de Chiyuki portant la robe d'Ikuto et la partageant sur les réseaux sociaux. Malgré ses 171 cm, ce qui est considéré comme petit pour un mannequin, Sara est capable de garder son équilibre et de se produire sur le podium, quelle que soit la hauteur de ses talons. Alors que Sara se comporte de manière gaie et aérienne, Sara a en fait un côté sournois et est assez compétitive face à ses mannequins rivaux, votant même avec parti pris pour Kokoro pendant le festival de la FMAD juste pour pousser Kokoro à quitter l'industrie du mannequinat.
Mai Ayano (綾野麻衣, Ayano Mai)
Voix japonaise : Mayumi Asano,
Mai est la tutrice adoptive de Toh, officiellement connue comme étant sa grand-mère, et la PDG de la marque très populaire Aphro I dite. Elle est considérée comme l'une des meilleures créatrices au monde et est très respectée par de nombreuses personnes. Elle est une personne stricte mais juste et amicale avec un œil pour le talent, ayant de grands espoirs pour Toh et reconnaissant suffisamment le talent d'Ikuto pour le promouvoir comme concepteur en chef de « Aphro I dite novice », l'une des branches de son entreprise.

## Productions et supports

### Manga
Runway de waratte (ランウェイで笑って), écrit et dessiné par Kotoba Inoya, est prépublié depuis le 26e numéro de 2017 du magazine de prépublication de shōnen manga, le Weekly Shōnen Magazine, paru le 31 mai 2017. Les chapitres sont rassemblés et édités dans le format tankōbon par Kōdansha avec le premier volume publié en septembre 2019 ; la série compte à ce jour dix-neuf volumes tankōbon.

Logo original de la série.

En février 2019, nobi nobi ! a annoncé l'obtention de la licence du manga pour la version française sous le nom Shine et a publié le premier volume dans sa gamme Shōjo Addict depuis avril 2019,. En Amérique du Nord, le manga est publié numériquement par la maison d'édition Kodansha Comics depuis septembre 2019 sous le titre Smile Down the Runway,. Une version en chinois traditionnel est publiée par Tong Li Publishing depuis avril 2018. La version indonésienne est publiée par M&C! depuis janvier 2020.

#### Liste des volumes
| no | Japonais          | Japonais          | Français          | Français          |
| no | Date de sortie    | ISBN              | Date de sortie    | ISBN              |
| --- | ----------------- | ----------------- | ----------------- | ----------------- |
| 1 | 15 septembre 2017 | 978-4-06-510130-8 | 3 avril 2019      | 978-2-3734-9233-0 |
| Liste des chapitres : - 1ère tenue : C'est ton histoire (これは君の物語, Kore wa kimi no monogatari) - 2ème tenue : C'est mon histoire (これは君の物語, Kore wa boku no monogatari) - 3ème tenue : Un talent prometteur (期待の逸材, Kitai no itsuzai) - 4ème tenue : Arriviste (なりたがり, Narita gari) - 5ème tenue : Personne (何者でもない, Nanimono demonai) |                   |                   |                   |                   |
| 2 | 17 novembre 2017  | 978-4-06-510370-8 | 5 juin 2019       | 978-2-3734-9320-7 |
| Liste des chapitres : - 6ème tenue : Le milieu professionnel (プロの現場, Puro no genba) - 7ème tenue : Tu es doué (得意でしょ？, Tokuidesho) - 8ème tenue : Fashion Week de Tokyo : @BACKSTAGE / Ikuto Tsumura (東京コレクション＠バックステージ／都村育人, Tōkyō korekushon@bakkusutēji/Tsumura Ikuto) - 9ème tenue : Fashion Week de Tokyo : @PUBLIC / Fumiyo Nimura (東京コレクション＠オーディエンス／新沼文世, Tōkyō korekushon@ōdiensu/Nīnuma Fumiyo) - 10ème tenue : Fashion Week de Tokyo : @PODIUM / Chiyuki Fujito (東京コレクション＠ランウェイ／藤戸千雪, Tōkyō korekushon@runway/Fujito Chiyuki) - 11ème tenue : Fashion Week de Tokyo : @DEFILE / On ne doit pas sourire sur le podium (東京コレクション＠ショータイム／ランウェイでは笑っちゃいけない, Tōkyō korekushon@ shōtaimu/runway ja waratcha ikenai) - 12ème tenue : Fashion Week de Tokyo : @BACKSTAGE / Ikuto Tsumura (東京コレクション＠フィナーレ／都村育人＆藤戸千雪, Tōkyō korekushon@fināre/Tsumura Ikuto & Fujito Chiyuki) - 13ème tenue : Ça commence aujourd'hui (今日が始まりの日, Kyō ga hajimari no hi) - 14ème tenue : Le quotidien de la famille Tsumura (都村家の日常, Tsumura no nichijō) |                   |                   |                   |                   |
| 3 | 17 janvier 2018   | 978-4-06-510758-4 | 21 août 2019      | 978-2-3734-9389-4 |
| Liste des chapitres : - 15ème tenue : Quelque chose de plus que la passion (好きの先のなにか, Suki no saki no nani ka) - 16ème tenue : L'histoire d'une détermination (決意のお話, Ketsui no ohanashi) - 17ème tenue : Simulation (シミュレーション, Shimyurēshon) - 18ème tenue : Un monde qui s'étend à l'infini (無限に広がる世界, Mugen ni hirogaru sekai) - 19ème tenue : L'instant (瞬間, Shunkan) - 20ème tenue : Je sens qu'on va s'amuser (楽しくなりそう, Tanoshiku nari sō) - 21ème tenue : Talents incroyables (トップの資質, Toppu no shishitsu) - 22ème tenue : Un don inné (天賦の才, Tenpunosai) |                   |                   |                   |                   |
| 4 | 16 mars 2018      | 978-4-06-511073-7 | 2 octobre 2019    | 978-2-3734-9376-4 |
| Liste des chapitres : - 23ème tenue : Complexe (コンプレックス, Konpurekkusu) - 24ème tenue : Caprices (これは僕の物語, Wagamamana koto) - 25ème tenue : Soutenir Kokoro (心の支え, Kokoro no sasae) - 26ème tenue : La détermination d'un peureux (弱虫の決意, Yowamushi no ketsui) - 27ème tenue : Identité (アイデンティティー, Aidentitī) - 28ème tenue : Chacun son style (其々の流儀, Sorezore no ryūgi) - 29ème tenue : Visite à domicile (お宅訪問, Otaku hōmon) - 30ème tenue : Echanges de bons procédés (等価交換, Tōka kōkan) - 31ème tenue : Concept (コンセプト, Konseputo) |                   |                   |                   |                   |
| 5 | 17 mai 2018       | 978-4-06-511413-1 | 27 novembre 2019  | 978-2-3734-9377-1 |
| Liste des chapitres : - 32ème tenue : Croyez en vous (自分を信じろ, Jibun o shinjiro) - 33ème tenue : Complexe de supériorité et d'infériorité (優越感と劣等感, Yūetsukan to retsutōkan) - 34ème tenue : Une gentille invitation (甘美な誘い, Kanbina sasoi) - 35ème tenue : Juste un moment (Ｊｕｓｔ ａ ｍｏｍｅｎｔ, Ｊｕｓｔ ａ ｍｏｍｅｎｔ) - 36ème tenue : Mes qualités (私の”利”, Watashi no "ri") - 37ème tenue : Le charisme (存在感, Sonzai-kan) - 38ème tenue : La perle du métier (業界の宝, Gyōkai no takara) - 39ème tenue : Le travail des adultes (大人の仕事, Otona no shigoto) - 40ème tenue : Le rêve, le talent et les moyens (憧れと才能と手段と, Akogare to sainō to shudan to) |                   |                   |                   |                   |
| 6 | 17 août 2018      | 978-4-06-511796-5 | 5 février 2020    | 978-2-3734-9439-6 |
| Liste des chapitres : - 41ème tenue : La main sournoise du diable (忍び寄る魔の手, Shinobiyoru ma no te) - 42ème tenue : Que veux-tu être ? (君は何になりたいの？, Kimi wa nani ni naritai no?) - 43ème tenue : Persévérence (頑張り屋さん, Ganbari-ya-san) - 44ème tenue : Une histoire de priorité (優先順位のお話, Yūsen jun'i no ohanashi) - 45ème tenue : La lettre de maman (母からの手紙, Haha kara no tegami) - 46ème tenue : Sur la balance (天秤, Tenbin) - 47ème tenue : La meilleure solution (最適解, Saiteki kai) - 48ème tenue : La récompense naturelle (当然の報い, Tōzen no mukui) - 49ème tenue : Comme un cyclone (まるで台風, Marude taifū) - 50ème tenue : À partir d'aujourd'hui (今日から君は, Kyō kara kimi wa) |                   |                   |                   |                   |
| 7 | 17 octobre 2018   | 978-4-06-512997-5 | 24 juin 2020      | 978-2-3734-9454-9 |
| Liste des chapitres : - 51ème tenue : Se battre à fond (本気でやらなきゃ, Honki de yaranakya) - 52ème tenue : Mauvais caractère (嫌な性格, Iyana seikaku) - 53ème tenue : Mettre à terre (ぶっ潰す, Buttsubusu) - 54ème tenue : Time Flies (タイムフライズ, Taimufuraizu) - 55ème tenue : Les concurrents (好敵手たち, Raibaru-tachi) - 56ème tenue : Prélude (プレリュード, Pureryūdo) - 57ème tenue : Through the Fire (スルーザファイヤー, Surūzafaiā) - 58ème tenue : La victoire et la défaite (勝ちも負けも, Kachi mo make mo) - 59ème tenue : Voyager (世界を旅する, Sekai o tabi suru) |                   |                   |                   |                   |
| 8 | 17 décembre 2018  | 978-4-06-513490-0 | 12 août 2020      | 978-2-3734-9495-2 |
| Liste des chapitres : - 60ème tenue : Vaincre (勝ち気, Kachiki) - 61ème tenue : C'est compréhensible (仕方ないよね, Shikatanai yo ne) - 62ème tenue : La styliste et le mannequin (デザイナーとモデル, Dezainā to moderu) - 63ème tenue : Vouvoiement (敬語, Keigo) - 64ème tenue : La première personne (初めての, Hajimete no) - 65ème tenue : Pas à pas (一歩一歩, Ippoippo) - 66ème tenue : Pour toi (キミにアンタに, Kimi ni anta ni)) - 67ème tenue : Déjà vu (Ｄｅｊａ ｖｕ) - 68ème tenue : Applaudissements (聴こえる, Kikoeru) |                   |                   |                   |                   |
| 9 | 15 février 2019   | 978-4-06-514129-8 | 21 octobre 2020   | 978-2-3734-9476-1 |
| Liste des chapitres : - 69ème tenue : En marche (出陣, Shutsujin) - 70ème tenue : Clignement (瞬く, Matataku) - 71ème tenue : Le rayon de soleil (差し込む光, Sashikomu hikari) - 72ème tenue : La mission du styliste (デザイナーの義務, Dezainā no gimu) - 73ème tenue : Mail (メール, Mēru) - 74ème tenue : Smile on the board (盤上で笑って, Banjō de waratte) - 75ème tenue : Le carnet des soucis (悩みノート, Nayami nōto) - 76ème tenue : Nouveaux collègues (新しい仲間, Atarashī nakama) - 77ème tenue : Stage (インターン, Intān) |                   |                   |                   |                   |
| 10 | 17 avril 2019     | 978-4-06-514887-7 | 9 décembre 2020   | 978-2-3734-9483-9 |
| Liste des chapitres : - 78ème tenue : Montrer les dents (ムカつく一人称, Mukatsuku ichininshō) - 79ème tenue : Aphro I Dite (Ａｐｈｒｏ Ｉ ｄｉｔｅ) - 80ème tenue : Séparation (決別, Ketsubetsu) - 81ème tenue : Pierre-Feuille-Ciseaux (ジャンケン, Janken) - 82ème tenue : Lueur (引けない, Hikenai) - 83ème tenue : Impossible d'abandonner (片鱗, Henrin) - 84ème tenue : Innatendu (意外, Igai) - 85ème tenue : Surpasser (一つだけでも, Hitotsu dake demo) - 86ème tenue : Le choc (ドッキリ, Dokkiri) |                   |                   |                   |                   |
| 11 | 17 juillet 2019   | 978-4-06-515313-0 | 3 mars 2021       | 978-2-3734-9484-6 |
| Liste des chapitres : - 87ème tenue : Promis, juré (指切り, Yubikiri) - 88ème tenue : C'est la honte, non ? (癪だろ？, Shakudaro?) - 89ème tenue : Leveau de rideau (幕開け, Makuake) - 90ème tenue : Promesse tenue (ヤクソクの意味, Yakusoku no imi) - 91ème tenue : Vous êtes satisfait ? (満足ですか, Manzokudesu ka) - 92ème tenue : Collection capsule (カプセルコレクション, Kapuseru korekushon) - 93ème tenue : La commère (ちょっかい, Chokkai) - 94ème tenue : Paparazzi (パパラッチ, Paparatchi) - 95ème tenue : Puzzle (ジグソーパズル, Jigusōpazuru) |                   |                   |                   |                   |
| 12 | 17 septembre 2019 | 978-4-06-516792-2 | 16 juin 2021      | 978-2-3734-9546-1 |
| Liste des chapitres : - 96ème tenue : New York (ニューヨーク, Nyūyōku) - 97ème tenue : Un jour peut-être (いつかきっと, Itsuka kitto) - 98ème tenue : Haute couture (モード, Mōdo) - 99ème tenue : Fin de tournage (撮影終わり, Satsuei owari) - 100ème tenue : Mauvaise nouvelle (悪い知らせ, Warui shirase) - 101ème tenue : Le lien fragile (か細い糸, Kabosoi ito) - 102ème tenue : Papa poule (親バカ, Oya baka) - 103ème tenue : Mille neige (ミルネージュ, Mirunēju) - 104ème tenue : VS (ＶＳ．) |                   |                   |                   |                   |
| 13 | 15 novembre 2019  | 978-4-06-517360-2 | 22 septembre 2021 | 978-2-3734-9548-5 |
| Liste des chapitres : - 105ème tenue : Dans le dos (背中越しの, Senaka-goshi no) - 106ème tenue : Nom de marque (ブランド名, Burando-mei) - 107ème tenue : Menteur (ダウト, Dauto) - 108ème tenue : A propos de Mii Sakuma (佐久間美依について, Sakuma Mii ni tsuite) - 109ème tenue : Co-vedette (競演, Kyōen) - 110ème tenue : Styliste photo (スタイリスト, Sutairisuto) - 111ème tenue : TFC (ＴＧＣ) - 112ème tenue : Raisons personnelles et détour (私情と遠回り, Shijō to tōmawari) - 113ème tenue : Négociation (交渉, Kōshō) |                   |                   |                   |                   |
| 14 | 17 janvier 2020   | 978-4-06-517886-7 | 8 décembre 2021   | 978-2-3734-9550-8 |
| Liste des chapitres : - 114ème tenue : La dignité du styliste photo (スタイリストの矜持, Sutairisuto no kyōji) - 115ème tenue : Souvenir (回顧, Kaiko) - 116ème tenue : Connexions (繋がる, Tsunagaru) - 117ème tenue : En forme (調子いい, Chōshi ī) - 118ème tenue : A la place (そんなことよりも, Son'na koto yori mo) - 119ème tenue : Spéculation (忖度, Sontaku) - 120ème tenue : A l'origine (きっかけは, Kikkake wa) - 121ème tenue : S'épanouir ou faner (咲くか枯れるか, Saku ka kareru ka) |                   |                   |                   |                   |
| 15 | 17 mars 2020      | 978-4-06-518683-1 | 16 mars 2022      | 978-2-3734-9694-9 |
| Liste des chapitres : - 122ème tenue : Égérie (女神, Megami) - 123ème tenue : Serment (誓い, Chikai) - 124ème tenue : Prince (王子様, Ōji-sama) - 125ème tenue : L'humain et l'univers (情景, Jōkei) - 126ème tenue : Tête fêlée (頭のネジ, Atama no neji) - 127ème tenue : Super top model (ハイパーモデル, Haipāmoderu) - 128ème tenue : Inconscience (無鉄砲, Muteppō) - 129ème tenue : Jet de lumière (飛び出す光, Tobidasu hikari) |                   |                   |                   |                   |
| 16 | 17 juin 2020      | 978-4-06-519182-8 | 15 juin 2022      | 978-2-3734-9746-5 |
| Liste des chapitres : - 130ème tenue : A la pointe (最先端, Saisentan) - 131ème tenue : En mode travail (お仕事スイッチ, Oshigoto suitchi) - 132ème tenue : L'affection et l'admiration (親しみと憧れ, Shitashimi to akogare) - 133ème tenue : Objectif à atteindre (目標個数, Mokuhyō kosū) - 134ème tenue : Se fondre (溶け込む, Tokekomu) - 135ème tenue : Un bon mannequin (いいモデル, Ī moderu) - 136ème tenue : Une chance incroyable (相当な運, Sōtōna un) - 137ème tenue : Distraction (雑念, Zatsunen) - 138ème tenue : Ce n'était pas celui-ci (ここじゃなかったや, Koko janakatta ya) |                   |                   |                   |                   |
| 17 | 17 août 2020      | 978-4-06-520447-4 | 21 septembre 2022 | 978-2-3734-9748-9 |
| Liste des chapitres : - 139ème tenue : 2つのオーラ (2 tsu no ōra) - 140ème tenue : 憑依る (Hyōiru) - 141ème tenue : 存在感 (Sonzai-kan) - 142ème tenue : 3つの質問 (3 tsu no shitsumon) - 143ème tenue : (SNS) - 144ème tenue : 追い込み (Oikomi) - 145ème tenue : 合同展示会 (Gōdō tenji kai) - 146ème tenue : 抜け目ない (Nukeme nai) - 147ème tenue : 皮肉だね (Hinikuda ne) |                   |                   |                   |                   |
| 18 | 17 novembre 2020  | 978-4-06-521017-8 | —                 |                   |
| Liste des chapitres : - 148ème tenue : 後継者 (Kōkei-sha) - 149ème tenue : 証明 (Shōmei) - 150ème tenue : 反省会 (Hansei-kai) - 151ème tenue : ドア越しの (Doa goshi no) - 152ème tenue : 1人じゃない (1 ri janai) - 153ème tenue : 楽しいね (Tanoshīne) - 154ème tenue : (Gifted) - 155ème tenue : イエス (Iesu) - 156ème tenue : クビ (Kubi) |                   |                   |                   |                   |
| 19 | 15 janvier 2021   | 978-4-06-521959-1 | —                 |                   |
| Liste des chapitres : - 157ème tenue : バカね (Bakane) - 158ème tenue : ハグ (Hagu) - 159ème tenue : 独立へ (Dokuritsu e) - 160ème tenue : パリ (Pari) - 161ème tenue : パタンナー候補 (Patan'nā kōho) - 162ème tenue : 大事な話 (Daijina hanashi) - 163ème tenue : パターン勝負 (Patān shōbu) - 164ème tenue : 俺のチームに (Ore no chīmu ni) - 165ème tenue : ウチのショー (Uchi no shō) |                   |                   |                   |                   |
| 20 | 17 mars 2021      | 978-4-06-522518-9 | —                 |                   |
| Liste des chapitres : - 166ème tenue : ブランド名発表 (Burando mei happyō) - 167ème tenue : ハグ (Betto) - 168ème tenue : キャスティング (Kyasutingu) - 169ème tenue : パリ (Shingai) - 170ème tenue : わかんないです (Wakan'naidesu) - 171ème tenue : 笑顔 (Egao) - 172ème tenue : 東奔西走 (Tōhonseisō) - 173ème tenue : 決定事項 (Kettei jikō) - 174ème tenue : 非情な宣告 (Hijōna senkoku) |                   |                   |                   |                   |
| 21 | 17 mai 2021       | 978-4-06-523144-9 | —                 |                   |
| Liste des chapitres : - 175ème tenue : もう (Mō) - 176ème tenue : 全然大丈夫 (Zenzen daijōbu) - 177ème tenue : 強がり (Tsuyogari) - 178ème tenue : ゆっくり、全部 (Yukkuri, zenbu) - 179ème tenue : 言ってほしい (Itte hoshī) - 180ème tenue : じゃないと (Janaito) - 181ème tenue : 自己嫌悪 (Jiko ken'o) - 182ème tenue : 提示 (Teiji) - 183ème tenue : リフレイン (Rifurein) |                   |                   |                   |                   |
| 22 | 17 août 2021      | 978-4-06-524026-7 | —                 |                   |

### Anime
En septembre 2019, une adaptation en une série télévisée d'animation a été annoncée pour janvier 2020 avec l'ouverture d'un site dédié,. Celle-ci est réalisée par Nobuyoshi Nagayama et écrite par Tōko Machida, avec les character designs de Misaki Kaneko et dont l'animation est produite par le studio Ezo'la. Elle est diffusée au Japon entre le 10 janvier et le 28 mars 2020 dans la case horaire Animeism sur TBS et MBS, et un peu plus tard sur BS-TBS,.
Wakanim détient les droits de diffusion en simulcast de la série dans les pays francophones sous le titre Shine - Smile at the Runway ; mais également en Allemagne, en Autriche, dans les pays nordiques et dans les pays russophones sous le titre Smile Down the Runway,,. En Amérique du Nord, la diffusion en simulcast est assurée par Funimation, qui prévoit également un doublage de la série en anglais.
La chanson de l'opening de la série, intitulée Lion, est interprétée par Ami Sakaguchi, tandis que celle de l'ending, intitulée Ray of Light, est interprétée par Kim Jaejoong.

#### Liste des épisodes
| No                                     | Titre français                                       | Titre japonais              | Titre japonais                           | Date de 1re diffusion |
| No                                     | Titre français                                       | Kanji                       | Rōmaji                                   | Date de 1re diffusion |
| -------------------------------------- | ---------------------------------------------------- | --------------------------- | ---------------------------------------- | --------------------- |
| 1                                      | 1re tenue : C'est ton histoire                       | 1着目「これは君の物語」     | 1 Chakumoku: Kore wa kimi no monogatari  | 11 janvier 2020       |
| [Chapitre 1]                           |                                                      |                             |                                          |                       |
| 2                                      | 2e tenue : Le Monde des professionnels               | 2着目「プロの世界」         | 2 Chakumoku: Puro no sekai               | 18 janvier 2020       |
| [Chapitres 2-3-4-5-6-7]                |                                                      |                             |                                          |                       |
| 3                                      | 3e tenue : Sourire sur le podium                     | 3着目「ランウェイで笑って」 | 3 Chakumoku: Ranwei de waratte           | 25 janvier 2020       |
| [Chapitres 7-8-9-10-11-12-13]          |                                                      |                             |                                          |                       |
| 4                                      | 4e tenue : Les Jeunes Prodiges                       | 4着目「若き才能たち」       | 4 Chakumoku: Wakaki sainō-tachi          | 1er février 2020      |
| [Chapitres 14-15-16-17-18-19-20-21-22] |                                                      |                             |                                          |                       |
| 5                                      | 5e tenue : Chacun son style                          | 5着目「それぞれの流儀」     | 5 Chakumoku: Sorezore no ryūgi           | 8 février 2020        |
| [Chapitres 23-24-25-26-27-28-29]       |                                                      |                             |                                          |                       |
| 6                                      | 6e tenue : Complexes de supériorité et d'infériotité | 6着目「優越感と劣等感」     | 6 Chakumoku: Yūetsukan to rettōkan       | 15 février 2020       |
| [Chapitres 30-31-32-33-34-35-36]       |                                                      |                             |                                          |                       |
| 7                                      | 7e tenue : Aura                                      | 7着目「存在感」             | 7 Chakumoku: Ōra                         | 22 février 2020       |
| [Chapitres 37-38-39-(40)-41-42-43-44]  |                                                      |                             |                                          |                       |
| 8                                      | 8e tenue : L'Étoffe d'un styliste                    | 8着目「デザイナーの器」     | 8 Chakumoku: Dezainā no utsuwa           | 29 février 2020       |
| [Chapitres 45-46-47-48]                |                                                      |                             |                                          |                       |
| 9                                      | 9e tenue : Rivalité                                  | 9着目「好敵手」             | 9 Chakumoku: Raibaru                     | 7 mars 2020           |
| [Chapitres 49-50-51-52-53-54]          |                                                      |                             |                                          |                       |
| 10                                     | 10e tenue : Je ne peux pas perdre                    | 10着目「負けられない」      | 10 Chakumoku: Makerarenai                | 14 mars 2020          |
| [Chapitres 55-56-57-58-59-60-61]       |                                                      |                             |                                          |                       |
| 11                                     | 11e tenue : Promesse                                 | 11着目「約束」              | 11 Chakumoku: Yakusoku                   | 21 mars 2020          |
| [Chapitres 62-63-64-65-66-67-68]       |                                                      |                             |                                          |                       |
| 12                                     | 12e tenue : C'est mon histoire                       | 12着目「これは僕の物語」    | 12 Chakumoku: Kore wa boku no monogatari | 28 mars 2020          |
| [Chapitres 69-70-71-72-73-74]          |                                                      |                             |                                          |                       |

## Accueil
La série a été nommée pour le 11e Grand prix du manga en 2018, et y a été classé sixième avec 46 points,. En août 2018, elle est classée 12e dans la « catégorie Comics » d'après les votes pour la quatrième édition des Next Manga Awards, organisés par le magazine Da Vinci de Media Factory et le site web Niconico.
Pour la 64e édition du prix Shōgakukan se déroulant en 2018, Runway de waratte a été nommée dans la catégorie du « meilleur shōnen ».
En 2020, la série est nommée dans la catégorie du meilleur shōnen pour la 44e édition du Prix du manga Kōdansha.